# Coupe méditerranéenne de futsal 2010
La Coupe méditerranéenne de futsal est une compétition internationale de futsal opposant les sélections nationales des pays du bassin méditerranéen. La seule édition a lieu en 2010 à Tripoli (Libye) et réunit seize pays.
Le tournoi constitue une préparation pour les qualifications de la Coupe du monde 2012. La Croatie remporte la compétition en battant en finale le pays hôte, la Libye. La Slovénie termine troisième, devant la France.

## Organisation
La compétition est officiellement reconnue par la Fédération internationale de football (FIFA) dans le cadre « des orientations de la FIFA envers les fédérations africaines pour promouvoir et développer le Futsal » indique le manager général de l'équipe algérienne, Kada Chafi, avant la compétition. Le tournoi est organisé par la Fédération de Libye de football et approuvé par la FIFA.

### Format, dates et lieu
Les seize pays participant sont scindés en quatre groupes de quatre équipes,. Outre le match d'ouverture, les rencontres de chaque groupe sont joués simultanément. Les deux premiers de chaque groupe se qualifient au second tour,, joué à élimination directe sans prolongation (sauf la finale). Les huit autres équipes prennent part à une compétition parallèle sur le même format pour déterminer le classement de la neuvième à la seizième place. Pour les quarts-de-finale, les groupes A et D sont croisés ainsi que ceux B et C.
La compétition a lieu du 1er au 10 novembre 2010 à Tripoli (Libye). Deux gymnases sont mis à disposition pour les entraînements. Les matchs ont lieu dans les enceintes nommées 23. September et African union.

### Participants
La compétition réunit seize sélections nationales africaines, européennes et asiatiques du pourtour méditerranéen. Trois sélections majeurs sont absentes : l’Espagne, finaliste de la dernière Coupe du monde FIFA 2008, l’Italie, troisième de la compétition mondiale, et l'Égypte, avec ses quatre participations à l'épreuve majeure.
Chaque délégation est composée de maximum vingt membres : quatorze joueurs, cinq officiels et un arbitre.
| Nation             | FWR | Confédération | Sélectionneur       | Coupe du monde  | part. CC | perf. CC             | Arbitre(s)                       |
| ------------------ | --- | ------------- | ------------------- | --------------- | -------- | -------------------- | -------------------------------- |
| Libye              | 19  | CAF           | Pablo Javier Prieto | 1er tour (2008) | 2        | (2008)               | quatre                           |
| Grèce              | 54  | UEFA          |                     | néant           | -        | néant                | Epaminondas Stamoulis            |
| Syrie              | 90  | AFC           |                     | néant           | -        | néant                | Yaser Al Baradei                 |
| Maroc              | 37  | CAF           |                     | néant           | 3        | (2000)               | Said Nouri                       |
| Slovénie           | 20  | UEFA          |                     | néant           | 2        | 1er tour (x2)        | Gregor Kovacic                   |
| France             | 55  | UEFA          | Pierre Jacky        | néant           | -        | néant                | Pascal Fritz                     |
| Albanie            | 82  | UEFA          |                     | néant           | -        | néant                | Kreshnik Hakrama                 |
| Algérie            | 80  | CAF           | Hicham Dekik        | 1er tour (1989) | -        | néant                |                                  |
| Bosnie-Herzégovine | 27  | UEFA          |                     | néant           | -        | néant                | Edin Golac                       |
| Chypre             | 69  | UEFA          | Vic Hermans         | néant           | -        | néant                | Antonis Konstantinidis           |
| Malte              | 93  | UEFA          |                     | néant           | -        | néant                | Franco Cachia                    |
| Tunisie            | 76  | CAF           |                     | néant           | 1        | 1er tour (2008)      | Mohamed Abid & Chamseddine Lamti |
| Croatie            | 22  | UEFA          | Mato Stankovic      | 2d tour (2000)  | 2        | 1er tour (x2)        | Danijel Janosevic                |
| Turquie            | 55  | UEFA          | Ömer Kaner          | néant           | -        | néant                | Kamil Cetin                      |
| Palestine          | 61  | AFC           | Jamal Msallam       | néant           | 3        | demi-finale (2005)   | Adnan Hnaideq                    |
| Liban              | 41  | AFC           | Zakhour Dory        | néant           | 7        | quart-de-finale (x4) | Mohamad Chami                    |

Sélection algérienne : Mehdi Boudebouz, Mounir Boudebouz, Zahir Meghzili et Farid Tifrani (FC Colmar), Saïd Meghni, Ali Badredine (Champs-sur-Marne AFC), Boualem Melab, Sofiane Benfettah, Abdessamed Ramdani (Montpellier), Rachid Adjal (ASMO), Reda Belhadef et Elabed Omar Bendida (ESA). Neuf algériens évoluent en France, avec notamment les frères des footballeurs professionnels Ryad Boudebouz et Mourad Meghni.

## Compétition

### Tirage au sort
Les seize équipes sont réparties en quatre pots dont chaque groupe comportera un membre.
Lors du tirage au sort effectué le 13 octobre à Tripoli, l'équipe de Libye, championne d’Afrique et arabe en titre et pays hôte hérite du groupe A aux côtés du Maroc, de la Grèce et la Syrie,. L’Algérie évolue dans le groupe B en compagnie de la Slovénie, la France et de l’Albanie,. Le groupe C est constitué de la Bosnie, Chypre, Malte, Tunisie, tandis que le groupe D est formé de la Croatie, Turquie, Palestine, Liban.
| -        | Pot 1              | Pot 2   | Pot 3     | Pot 4   |
| -------- | ------------------ | ------- | --------- | ------- |
| Groupe A | Libye              | Grèce   | Syrie     | Maroc   |
| Groupe B | Slovénie           | France  | Albanie   | Algérie |
| Groupe C | Bosnie-Herzégovine | Chypre  | Malte     | Tunisie |
| Groupe D | Croatie            | Turquie | Palestine | Liban   |

### Phase de groupe

#### Groupe A
Les Libyens battent la Syrie, le Maroc et la Grèce dans leur groupe en marquant 26 buts sur les trois rencontres.
| Rang | Équipe | Pts | J | G | N | P | Bp | Bc | Diff |
| ---- | ------ | --- | - | - | - | - | -- | -- | ---- |
| 1    | Libye  | 9   | 3 | 3 | 0 | 0 | 26 | 7  | +19  |
| 2    | Maroc  | 4   | 3 | 1 | 1 | 1 | 14 | 9  | +5   |
| 3    | Grèce  | 4   | 3 | 1 | 1 | 1 | 6  | 7  | -1   |
| 4    | Syrie  | 0   | 3 | 0 | 0 | 3 | 6  | 29 | -23  |

| 1er novembre 2010 | Libye         | 16 - 2  | Syrie |                              |                              |
| 20:30             |               | (8 - 0) |       | 23rd September Hall, Tripoli | 23rd September Hall, Tripoli |
| 20:30             | rapport [PDF] |         |       | 23rd September Hall, Tripoli | 23rd September Hall, Tripoli |

| 2 novembre 2010 | Grèce         | 1 - 1   | Maroc |                             |                             |
| 20:00           |               | (0 - 1) |       | African Union Hall, Tripoli | African Union Hall, Tripoli |
| 20:00           | rapport [PDF] |         |       | African Union Hall, Tripoli | African Union Hall, Tripoli |

| 3 novembre 2010 | Libye         | 7 - 4   | Maroc |                              |                              |
| 20:00           |               | (3 - 2) |       | 23rd September Hall, Tripoli | 23rd September Hall, Tripoli |
| 20:00           | rapport [PDF] |         |       | 23rd September Hall, Tripoli | 23rd September Hall, Tripoli |

| 3 novembre 2010 | Grèce         | 4 - 3   | Syrie |                             |                             |
| 20:00           |               | (2 - 2) |       | African Union Hall, Tripoli | African Union Hall, Tripoli |
| 20:00           | rapport [PDF] |         |       | African Union Hall, Tripoli | African Union Hall, Tripoli |

| 5 novembre 2010 | Grèce         | 1 - 3   | Libye |                              |                              |
| 20:00           |               | (1 - 3) |       | 23rd September Hall, Tripoli | 23rd September Hall, Tripoli |
| 20:00           | rapport [PDF] |         |       | 23rd September Hall, Tripoli | 23rd September Hall, Tripoli |

| 5 novembre 2010 | Maroc         | 9 - 1   | Syrie |                             |                             |
| 20:00           |               | (6 - 0) |       | African Union Hall, Tripoli | African Union Hall, Tripoli |
| 20:00           | rapport [PDF] |         |       | African Union Hall, Tripoli | African Union Hall, Tripoli |

#### Groupe B
La sélection algérienne débute face à la France le mardi 2 novembre (17h00), enchaîne le mercredi 3 novembre face à la Slovénie (17h00), avant de finir le premier tour face à l'Albanie vendredi 5 novembre (17h00).
Dans la salle de L'Union africaine, les Verts subissent la domination des Bleus qui scorent par quatre fois par Jonathan Chaulet (2'02) et un triplé d'Alexandre Teixeira (12'4, 14'16, 35'30). La France et la Slovénie s'opposent pour la première place obtenue par les Slovènes 3:1.
| Rang | Équipe   | Pts | J | G | N | P | Bp | Bc | Diff |
| ---- | -------- | --- | - | - | - | - | -- | -- | ---- |
| 1    | Slovénie | 9   | 3 | 3 | 0 | 0 | 19 | 2  | +17  |
| 2    | France   | 6   | 3 | 2 | 0 | 1 | 10 | 5  | +5   |
| 3    | Algérie  | 3   | 3 | 1 | 0 | 2 | 7  | 17 | -10  |
| 4    | Albanie  | 0   | 3 | 0 | 0 | 3 | 4  | 16 | -12  |

| 2 novembre 2010 | Slovénie      | 5 - 0   | Albanie |                              |                              |
| 17:00           |               | (3 - 0) |         | 23rd September Hall, Tripoli | 23rd September Hall, Tripoli |
| 17:00           | rapport [PDF] |         |         | 23rd September Hall, Tripoli | 23rd September Hall, Tripoli |

| 2 novembre 2010 | France                            | 4 - 0   | Algérie |                             |                             |
| 17:00           | Chaulet 3e · Teixeira 13e 15e 36e | (3 - 0) |         | African Union Hall, Tripoli | African Union Hall, Tripoli |
| 17:00           | rapport [PDF]                     |         |         | African Union Hall, Tripoli | African Union Hall, Tripoli |

| 3 novembre 2010 | Slovénie      | 11 - 1  | Algérie |                              |                              |
| 17:00           |               | (5 - 0) |         | 23rd September Hall, Tripoli | 23rd September Hall, Tripoli |
| 17:00           | rapport [PDF] |         |         | 23rd September Hall, Tripoli | 23rd September Hall, Tripoli |

| 3 novembre 2010 | France                                     | 5 - 2   | Albanie    |                             |                             |
| 17:00           | Alla 3e · Teixeira 23e 33e 35e · Saidi 40e | (1 - 1) | 14e Haxhia | African Union Hall, Tripoli | African Union Hall, Tripoli |
| 17:00           | rapport [PDF]                              |         |            | African Union Hall, Tripoli | African Union Hall, Tripoli |

| 5 novembre 2010 | France        | 1 - 3   | Slovénie                         |                              |                              |
| 17:00           | Teixeira 4e   | (1 - 3) | 1re Rosic · 3e Cujec · 5e Pertic | 23rd September Hall, Tripoli | 23rd September Hall, Tripoli |
| 17:00           | rapport [PDF] |         |                                  | 23rd September Hall, Tripoli | 23rd September Hall, Tripoli |

| 5 novembre 2010 | Algérie       | 6 - 2   | Albanie |                             |                             |
| 17:00           |               | (2 - 1) |         | African Union Hall, Tripoli | African Union Hall, Tripoli |
| 17:00           | rapport [PDF] |         |         | African Union Hall, Tripoli | African Union Hall, Tripoli |

#### Groupe C
Malte subit sa deuxième défaite en autant de match face à Chypre (5-0) entraîné par Vic Hermans.
| Rang | Équipe             | Pts | J | G | N | P | Bp | Bc | Diff |
| ---- | ------------------ | --- | - | - | - | - | -- | -- | ---- |
| 1    | Tunisie            | 9   | 3 | 3 | 0 | 0 | 17 | 7  | +10  |
| 2    | Bosnie-Herzégovine | 6   | 3 | 2 | 0 | 1 | 9  | 6  | +3   |
| 3    | Chypre             | 3   | 3 | 1 | 0 | 2 | 8  | 11 | -3   |
| 4    | Malte              | 0   | 3 | 0 | 0 | 3 | 2  | 17 | -15  |

| 2 novembre 2010 | Bosnie-Herzégovine | 8 - 1   | Malte |                              |                              |
| 14:00           |                    | (2 - 1) |       | 23rd September Hall, Tripoli | 23rd September Hall, Tripoli |
| 14:00           | rapport [PDF]      |         |       | 23rd September Hall, Tripoli | 23rd September Hall, Tripoli |

| 2 novembre 2010 | Chypre        | 1 - 7   | Tunisie |                             |                             |
| 14:00           |               | (0 - 4) |         | African Union Hall, Tripoli | African Union Hall, Tripoli |
| 14:00           | rapport [PDF] |         |         | African Union Hall, Tripoli | African Union Hall, Tripoli |

| 3 novembre 2010 | Bosnie-Herzégovine | 5 - 6   | Tunisie |                              |                              |
| 14:00           |                    | (1 - 2) |         | 23rd September Hall, Tripoli | 23rd September Hall, Tripoli |
| 14:00           | rapport [PDF]      |         |         | 23rd September Hall, Tripoli | 23rd September Hall, Tripoli |

| 3 novembre 2010 | Chypre        | 5 - 0   | Malte |                             |                             |
| 14:00           |               | (2 - 0) |       | African Union Hall, Tripoli | African Union Hall, Tripoli |
| 14:00           | rapport [PDF] |         |       | African Union Hall, Tripoli | African Union Hall, Tripoli |

| 5 novembre 2010 | Chypre        | 2 - 4   | Bosnie-Herzégovine |                              |                              |
| 14:00           |               | (0 - 2) |                    | 23rd September Hall, Tripoli | 23rd September Hall, Tripoli |
| 14:00           | rapport [PDF] |         |                    | 23rd September Hall, Tripoli | 23rd September Hall, Tripoli |

| 5 novembre 2010 | Tunisie       | 4 - 1   | Malte |                             |                             |
| 14:00           |               | (1 - 0) |       | African Union Hall, Tripoli | African Union Hall, Tripoli |
| 14:00           | rapport [PDF] |         |       | African Union Hall, Tripoli | African Union Hall, Tripoli |

#### Groupe D
Lors de la première journée, la Turquie s'incline 4-2 contre le Liban. Les Turcs se rattrapent contre la Palestine lors de son deuxième match de groupe. Dans l'autre match de la journée, la Croatie bat le Liban 5-1.
| Rang | Équipe    | Pts | J | G | N | P | Bp | Bc | Diff |
| ---- | --------- | --- | - | - | - | - | -- | -- | ---- |
| 1    | Croatie   | 9   | 3 | 3 | 0 | 0 | 16 | 4  | +12  |
| 2    | Liban     | 6   | 3 | 2 | 0 | 1 | 16 | 8  | +8   |
| 3    | Turquie   | 3   | 3 | 1 | 0 | 2 | 10 | 10 | 0    |
| 4    | Palestine | 0   | 3 | 0 | 0 | 3 | 4  | 25 | -21  |

| 2 novembre 2010 | Croatie       | 8 - 1   | Palestine |                              |                              |
| 11:00           |               | (4 - 1) |           | 23rd September Hall, Tripoli | 23rd September Hall, Tripoli |
| 11:00           | rapport [PDF] |         |           | 23rd September Hall, Tripoli | 23rd September Hall, Tripoli |

| 2 novembre 2010 | Turquie                             | 2 - 4   | Liban                                                                         |                                                                                         |                                                                                         |
| 11:00           | Yasin Erdal 37e · Takaji Khaled 39e | (0 - 2) | 6e Atwi Hayssam · 17e Kawsan Kassem · 27e Cuma Aziz Sağlam · 30e Koutany Jean | African Union Hall, Tripoli Arbitrage : Ali Ahmed Zadani Abdelali Stamoulis Epaminondas | African Union Hall, Tripoli Arbitrage : Ali Ahmed Zadani Abdelali Stamoulis Epaminondas |
| 11:00           | rapport [PDF]                       |         |                                                                               | African Union Hall, Tripoli Arbitrage : Ali Ahmed Zadani Abdelali Stamoulis Epaminondas | African Union Hall, Tripoli Arbitrage : Ali Ahmed Zadani Abdelali Stamoulis Epaminondas |

| 3 novembre 2010 | Croatie       | 5 - 1   | Liban |                              |                              |
| 11:00           |               | (2 - 1) |       | 23rd September Hall, Tripoli | 23rd September Hall, Tripoli |
| 11:00           | rapport [PDF] |         |       | 23rd September Hall, Tripoli | 23rd September Hall, Tripoli |

| 3 novembre 2010 | Turquie                                                                                     | 6 - 3   | Palestine                               |                                                                                      |                                                                                      |
| 11:00           | Cihan Özcan 2e 23e 40e · Nedim Burak Yıldırım 32e · Kenan Köseoğlu 34e · Mustafa Kurtay 39e | (1 - 1) | 15e 27e Huthut Hasan · 39e Alhelou Anas | African Union Hall, Tripoli Arbitrage : Pascal Fritz Zadani Abdelali Fazani Alsharef | African Union Hall, Tripoli Arbitrage : Pascal Fritz Zadani Abdelali Fazani Alsharef |
| 11:00           | rapport [PDF]                                                                               |         |                                         | African Union Hall, Tripoli Arbitrage : Pascal Fritz Zadani Abdelali Fazani Alsharef | African Union Hall, Tripoli Arbitrage : Pascal Fritz Zadani Abdelali Fazani Alsharef |

| 5 novembre 2010 | Turquie       | 2 - 3   | Croatie |                              |                              |
| 11:00           |               | (0 - 1) |         | 23rd September Hall, Tripoli | 23rd September Hall, Tripoli |
| 11:00           | rapport [PDF] |         |         | 23rd September Hall, Tripoli | 23rd September Hall, Tripoli |

| 5 novembre 2010 | Liban         | 11 - 1  | Palestine |                             |                             |
| 11:00           |               | (6 - 1) |           | African Union Hall, Tripoli | African Union Hall, Tripoli |
| 11:00           | rapport [PDF] |         |           | African Union Hall, Tripoli | African Union Hall, Tripoli |

### Phase finale

#### Tableau
|  | Quarts de finale  | Quarts de finale |                  |                  | Demi-finales           | Demi-finales           |   |  | Finale           | Finale           |
|  | Quarts de finale  | Quarts de finale |                  |                  | Demi-finales           | Demi-finales           |   |  | Finale           | Finale           |
|  |                   |                  |                  |                  |                        |                        |   |  |                  |                  |
|  | 7 novembre 2010   | 7 novembre 2010  |                  |                  | 8 novembre 2010        | 8 novembre 2010        |   |  | 10 novembre 2010 | 10 novembre 2010 |
|  | 7 novembre 2010   | 7 novembre 2010  |                  |                  | 8 novembre 2010        | 8 novembre 2010        |   |  | 10 novembre 2010 | 10 novembre 2010 |
|  | B1 - Slovénie     | 6                |                  |                  | 8 novembre 2010        | 8 novembre 2010        |   |  | 10 novembre 2010 | 10 novembre 2010 |
|  | B1 - Slovénie     | 6                |                  |                  | 8 novembre 2010        | 8 novembre 2010        |   |  | 10 novembre 2010 | 10 novembre 2010 |
|  | C2 - Bosnie-Herz. | 1                |                  |                  | 8 novembre 2010        | 8 novembre 2010        |   |  | 10 novembre 2010 | 10 novembre 2010 |
|  | C2 - Bosnie-Herz. | 1                | Slovénie         | 3                |                        |                        |   |  | 10 novembre 2010 | 10 novembre 2010 |
|  | 7 novembre 2010   |                  | Slovénie         | 3                |                        |                        |   |  | 10 novembre 2010 | 10 novembre 2010 |
|  |                   | Croatie          | 7                |                  |                        |                        |   |  | 10 novembre 2010 | 10 novembre 2010 |
|  | D1 - Croatie      | Croatie          | 7                | 5                |                        |                        |   |  | 10 novembre 2010 | 10 novembre 2010 |
|  | D1 - Croatie      |                  |                  | 5                |                        |                        |   |  | 10 novembre 2010 | 10 novembre 2010 |
|  | A2 - Maroc        | 1                |                  |                  |                        |                        |   |  | 10 novembre 2010 | 10 novembre 2010 |
|  | A2 - Maroc        | 1                | Croatie          | 1 tab 2          |                        |                        |   |  |                  |                  |
|  | 7 novembre 2010   |                  | Croatie          | 1 tab 2          |                        |                        |   |  |                  |                  |
|  |                   | Libye            | 1 tab 0          |                  |                        |                        |   |  |                  |                  |
|  | A1 - Libye        | Libye            | 1 tab 0          | 3                |                        |                        |   |  |                  |                  |
|  | A1 - Libye        | 8 novembre 2010  |                  | 3                |                        |                        |   |  |                  |                  |
|  | D2 - Liban        | 2                |                  |                  |                        |                        |   |  |                  |                  |
|  | D2 - Liban        | 2                | Libye            | 2                |                        |                        |   |  |                  |                  |
|  | 7 novembre 2010   | 7 novembre 2010  | Libye            | 2                | Match pour la 3e place | Match pour la 3e place |   |  |                  |                  |
|  | 7 novembre 2010   | 7 novembre 2010  |                  | France           | Match pour la 3e place | Match pour la 3e place | 1 |  |                  |                  |
|  | C1 - Tunisie      | 1                | 10 novembre 2010 | 10 novembre 2010 |                        |                        | 1 |  |                  |                  |
|  | C1 - Tunisie      | 1                | 10 novembre 2010 | 10 novembre 2010 |                        |                        |   |  |                  |                  |
|  | B2 - France       | 5                |                  | Slovénie         | 4                      |                        |   |  |                  |                  |
|  | B2 - France       | 5                |                  | Slovénie         | 4                      |                        |   |  |                  |                  |
|  |                   |                  |                  |                  |                        |                        |   |  | France           | 2                |
|  |                   |                  |                  |                  |                        |                        |   |  | France           | 2                |

#### Quarts de finale
| 7 novembre 2010 | Slovénie      | 6 - 1   | Bosnie-Herzégovine |                              |                              |
| 11:00           |               | (2 - 0) |                    | 23rd September Hall, Tripoli | 23rd September Hall, Tripoli |
| 11:00           | rapport [PDF] |         |                    | 23rd September Hall, Tripoli | 23rd September Hall, Tripoli |

| 7 novembre 2010 | Tunisie       | 1 - 5   | France                               |                              |                              |
| 14:00           | Ouled 36e     | (0 - 0) | 24e 36e 38e 38e Teixeira · 28e Saidi | 23rd September Hall, Tripoli | 23rd September Hall, Tripoli |
| 14:00           | rapport [PDF] |         |                                      | 23rd September Hall, Tripoli | 23rd September Hall, Tripoli |

| 7 novembre 2010 | Croatie       | 5 - 1   | Maroc |                              |                              |
| 17:00           |               | (3 - 1) |       | 23rd September Hall, Tripoli | 23rd September Hall, Tripoli |
| 17:00           | rapport [PDF] |         |       | 23rd September Hall, Tripoli | 23rd September Hall, Tripoli |

| 7 novembre 2010 | Libye         | 3 - 2   | Liban |                              |                              |
| 20:00           |               | (2 - 1) |       | 23rd September Hall, Tripoli | 23rd September Hall, Tripoli |
| 20:00           | rapport [PDF] |         |       | 23rd September Hall, Tripoli | 23rd September Hall, Tripoli |

#### Demi-finales
Les Libyens obtiennent leur place en finale en disposant de la France (2:1) en demi-finale. La Croatie s’impose 7:3 face à la Slovénie pour atteindre aussi la finale sans la moindre défaite.
| 8 novembre 2010 | Croatie       | 7 - 3   | Slovénie |                              |                              |
| 17:00           |               | (2 - 2) |          | 23rd September Hall, Tripoli | 23rd September Hall, Tripoli |
| 17:00           | rapport [PDF] |         |          | 23rd September Hall, Tripoli | 23rd September Hall, Tripoli |

| 8 novembre 2010 | Libye                       | 2 - 1   | France   |                              |                              |
| 20:00           | Su. Mohamed 27e · Bader 40e | (0 - 1) | 9e Saidi | 23rd September Hall, Tripoli | 23rd September Hall, Tripoli |
| 20:00           | rapport [PDF]               |         |          | 23rd September Hall, Tripoli | 23rd September Hall, Tripoli |

#### Match pour la3eplace
Le match pour la troisième place oppose la France à la Slovénie, dans un remake de la finale du groupe B au premier tour. Les Slovènes s’imposent 4-2 et confirment le succès obtenu en phase de poule (4:2).
| Titulaires :      |                    |  |
|                   |                    |  |
| 12                | Damir Puskar       |  |
| 2                 | Rok Mordej         |  |
| 6                 | Kristjan Cujec     |  |
| 8                 | Benjamin Melink    |  |
| 9                 | Rajko Ursic        |  |
|                   |                    |  |
| Remplaçants :     |                    |  |
| 1                 | Aljosa Mohoric 39e |  |
| 4                 | Sebastijan Drobne  |  |
| 5                 | Alen Fetic         |  |
| 7                 | Igor Osredkar      |  |
| 13                | Gaj Rosic          |  |
| 15                | Ales Smon          |  |
| 18                | Damir Pertic 40e   |  |
|                   |                    |  |
| Sélectionneur :   |                    |  |
| Andrej Dobovicnik |                    |  |

| Titulaires :    |                    |  |
|                 |                    |  |
| 16              | Riad Karouni       |  |
| 6               | Farouk Butt        |  |
| 7               | Jonathan Chaulet   |  |
| 10              | Mustapha Otmani    |  |
| 13              | Alexandre Teixeira |  |
|                 |                    |  |
| Remplaçants :   |                    |  |
| 1               | Lionel Colabella   |  |
| 2               | Samir Alla         |  |
| 4               | Simohamed Balki    |  |
| 5               | Stéphane Basson 6e |  |
| 8               | Kamel Hamdoud      |  |
| 9               | Moustafa Kourar    |  |
| 11              | Ibrahim Saidi      |  |
|                 |                    |  |
| Sélectionneur : |                    |  |
| Pierre Jacky    |                    |  |

| Titulaires :      |                    |  |
|                   |                    |  |
| 12                | Damir Puskar       |  |
| 2                 | Rok Mordej         |  |
| 6                 | Kristjan Cujec     |  |
| 8                 | Benjamin Melink    |  |
| 9                 | Rajko Ursic        |  |
|                   |                    |  |
| Remplaçants :     |                    |  |
| 1                 | Aljosa Mohoric 39e |  |
| 4                 | Sebastijan Drobne  |  |
| 5                 | Alen Fetic         |  |
| 7                 | Igor Osredkar      |  |
| 13                | Gaj Rosic          |  |
| 15                | Ales Smon          |  |
| 18                | Damir Pertic 40e   |  |
|                   |                    |  |
| Sélectionneur :   |                    |  |
| Andrej Dobovicnik |                    |  |

| Titulaires :    |                    |  |
|                 |                    |  |
| 16              | Riad Karouni       |  |
| 6               | Farouk Butt        |  |
| 7               | Jonathan Chaulet   |  |
| 10              | Mustapha Otmani    |  |
| 13              | Alexandre Teixeira |  |
|                 |                    |  |
| Remplaçants :   |                    |  |
| 1               | Lionel Colabella   |  |
| 2               | Samir Alla         |  |
| 4               | Simohamed Balki    |  |
| 5               | Stéphane Basson 6e |  |
| 8               | Kamel Hamdoud      |  |
| 9               | Moustafa Kourar    |  |
| 11              | Ibrahim Saidi      |  |
|                 |                    |  |
| Sélectionneur : |                    |  |
| Pierre Jacky    |                    |  |

#### Finale
La Croatie remporte la compétition en battant en finale le pays hôte, la Libye après prolongations (3-1). Le gardien de but croate Ivo Jukic arrête les quatre tirs au but en finale.
| Titulaires :    |                        |  |
|                 |                        |  |
| 1               | Ivo Jukic              |  |
| 2               | Capar Matija           |  |
| 8               | Dario Marinovic        |  |
| 11              | Josip Suton            |  |
| 14              | Tihomir Novak          |  |
|                 |                        |  |
| Remplaçants :   |                        |  |
| 3               | Jakov Grcic            |  |
| 4               | Matija Dulvat          |  |
| 5               | Josko Zarkovic         |  |
| 9               | Dean Banic             |  |
| 10              | Hrvoje Penava          |  |
| 12              | Zarko Luketin 42e      |  |
| 13              | Andrija Bogdanovic 47e |  |
|                 |                        |  |
| Sélectionneur : |                        |  |
| Mato Stankovic  |                        |  |

| Titulaires :        |                             |  |
|                     |                             |  |
| 12                  | Ali. Omer. Alsharif Mohamed |  |
| 3                   | Hasan Basher Bader          |  |
| 7                   | Ismail Elshwain Hamdi       |  |
| 10                  | Rahoma Ahmed Mohamed        |  |
| 14                  | Suleiman Mohamed            |  |
|                     |                             |  |
| Remplaçants :       |                             |  |
| 1                   | Ali. Masud. Ben Ali Fatah   |  |
| 4                   | Abdussalam Sami             |  |
| 5                   | Ali. M. Alkhoga Fathi       |  |
| 6                   | Abdelrahim Rabie A.         |  |
| 9                   | Shahout Mahamed             |  |
| 15                  | Asghayer Abdulhalim         |  |
| 16                  | Ibrahim Elshami Ayman       |  |
|                     |                             |  |
| Sélectionneur :     |                             |  |
| Pablo Javier Prieto |                             |  |

| Titulaires :    |                        |  |
|                 |                        |  |
| 1               | Ivo Jukic              |  |
| 2               | Capar Matija           |  |
| 8               | Dario Marinovic        |  |
| 11              | Josip Suton            |  |
| 14              | Tihomir Novak          |  |
|                 |                        |  |
| Remplaçants :   |                        |  |
| 3               | Jakov Grcic            |  |
| 4               | Matija Dulvat          |  |
| 5               | Josko Zarkovic         |  |
| 9               | Dean Banic             |  |
| 10              | Hrvoje Penava          |  |
| 12              | Zarko Luketin 42e      |  |
| 13              | Andrija Bogdanovic 47e |  |
|                 |                        |  |
| Sélectionneur : |                        |  |
| Mato Stankovic  |                        |  |

| Titulaires :        |                             |  |
|                     |                             |  |
| 12                  | Ali. Omer. Alsharif Mohamed |  |
| 3                   | Hasan Basher Bader          |  |
| 7                   | Ismail Elshwain Hamdi       |  |
| 10                  | Rahoma Ahmed Mohamed        |  |
| 14                  | Suleiman Mohamed            |  |
|                     |                             |  |
| Remplaçants :       |                             |  |
| 1                   | Ali. Masud. Ben Ali Fatah   |  |
| 4                   | Abdussalam Sami             |  |
| 5                   | Ali. M. Alkhoga Fathi       |  |
| 6                   | Abdelrahim Rabie A.         |  |
| 9                   | Shahout Mahamed             |  |
| 15                  | Asghayer Abdulhalim         |  |
| 16                  | Ibrahim Elshami Ayman       |  |
|                     |                             |  |
| Sélectionneur :     |                             |  |
| Pablo Javier Prieto |                             |  |

### Matchs de classement

#### 5eà8eplace
Les équipes éliminées en quart de finale s'affrontent à élimination directe pour déterminer les places de 5 à 8.

Le Maroc termine à la cinquième place après une victoire sur le Liban (6:2). Les Bosniens prennent le meilleur sur la Tunisie lors du match pour la septième place (5:2).
|  | Demi-finales de classement 8 novembre 2010 | Demi-finales de classement 8 novembre 2010 |          |         | 5e place 10 novembre 2010 | 5e place 10 novembre 2010 |
|  | Demi-finales de classement 8 novembre 2010 | Demi-finales de classement 8 novembre 2010 |          |         | 5e place 10 novembre 2010 | 5e place 10 novembre 2010 |
|  |                                            |                                            |          |         |                           |                           |
|  |                                            |                                            |          |         |                           |                           |
|  |                                            |                                            |          |         |                           |                           |
|  | Bosnie-Herzégovine                         | 3                                          |          |         |                           |                           |
|  | Bosnie-Herzégovine                         | 3                                          |          |         |                           |                           |
|  | Maroc                                      | 5                                          |          |         |                           |                           |
|  | Maroc                                      | 5                                          | Maroc    | 6       |                           |                           |
|  |                                            |                                            | Maroc    | 6       |                           |                           |
|  |                                            | Liban                                      | 2        |         |                           |                           |
|  | Liban                                      | Liban                                      | 2        | 2 tab 4 |                           |                           |
|  | Liban                                      |                                            |          | 2 tab 4 |                           |                           |
|  | Tunisie                                    | 2 tab 2                                    |          |         |                           |                           |
|  | Tunisie                                    | 2 tab 2                                    | 7e place |         |                           |                           |
|  |                                            |                                            |          |         |                           |                           |
|  |                                            |                                            |          |         |                           |                           |
|  |                                            |                                            |          |         |                           |                           |
|  | Bosnie-Herzégovine                         | 5                                          |          |         |                           |                           |
|  | Bosnie-Herzégovine                         | 5                                          |          |         |                           |                           |
|  | Tunisie                                    | 2                                          |          |         |                           |                           |
|  | Tunisie                                    | 2                                          |          |         |                           |                           |

#### 9eà16eplace
Malte s'incline 2-1 face à l'Algérie lors de la deuxième phase de la Coupe. Quatrième du groupe A, la Syrie s'incline 14-9 face à la Turquie.

La Turquie prend la neuvième place après une victoire 11-10 après tirs au but face à la Grèce.
|  | Quart-de-f. de classement 6 novembre 2010 | Quart-de-f. de classement 6 novembre 2010 |         |         | Demi-finales de classement 8 novembre 2010 | Demi-finales de classement 8 novembre 2010 |  |  | 9e place 9 novembre 2010 | 9e place 9 novembre 2010 |
|  | Quart-de-f. de classement 6 novembre 2010 | Quart-de-f. de classement 6 novembre 2010 |         |         | Demi-finales de classement 8 novembre 2010 | Demi-finales de classement 8 novembre 2010 |  |  | 9e place 9 novembre 2010 | 9e place 9 novembre 2010 |
|  |                                           |                                           |         |         |                                            |                                            |  |  |                          |                          |
|  |                                           |                                           |         |         |                                            |                                            |  |  |                          |                          |
|  |                                           |                                           |         |         |                                            |                                            |  |  |                          |                          |
|  | B3 - Algérie                              | 2                                         |         |         |                                            |                                            |  |  |                          |                          |
|  | B3 - Algérie                              | 2                                         |         |         |                                            |                                            |  |  |                          |                          |
|  | C4 - Malte                                | 1                                         |         |         |                                            |                                            |  |  |                          |                          |
|  | C4 - Malte                                | 1                                         | Algérie | 4       |                                            |                                            |  |  |                          |                          |
|  |                                           |                                           | Algérie | 4       |                                            |                                            |  |  |                          |                          |
|  |                                           | Turquie                                   | 5       |         |                                            |                                            |  |  |                          |                          |
|  | D3 - Turquie                              | Turquie                                   | 5       | 14      |                                            |                                            |  |  |                          |                          |
|  | D3 - Turquie                              |                                           |         | 14      |                                            |                                            |  |  |                          |                          |
|  | A4 - Syrie                                | 9                                         |         |         |                                            |                                            |  |  |                          |                          |
|  | A4 - Syrie                                | 9                                         | Turquie | 3 tab 8 |                                            |                                            |  |  |                          |                          |
|  |                                           |                                           | Turquie | 3 tab 8 |                                            |                                            |  |  |                          |                          |
|  |                                           | Grèce                                     | 3 tab 7 |         |                                            |                                            |  |  |                          |                          |
|  | A3 - Grèce                                | Grèce                                     | 3 tab 7 | 3       |                                            |                                            |  |  |                          |                          |
|  | A3 - Grèce                                |                                           |         | 3       |                                            |                                            |  |  |                          |                          |
|  | D4 - Palestine                            | 2                                         |         |         |                                            |                                            |  |  |                          |                          |
|  | D4 - Palestine                            | 2                                         | Grèce   | 2       |                                            |                                            |  |  |                          |                          |
|  |                                           |                                           | Grèce   | 2       | 11e place                                  |                                            |  |  |                          |                          |
|  |                                           | Albanie                                   | 1       |         |                                            |                                            |  |  |                          |                          |
|  | C3 - Chypre                               | Albanie                                   | 1       | 3       |                                            |                                            |  |  |                          |                          |
|  | C3 - Chypre                               |                                           |         | 3       |                                            |                                            |  |  |                          |                          |
|  | B4 - Albanie                              | 4                                         |         | Algérie | 1                                          |                                            |  |  |                          |                          |
|  | B4 - Albanie                              | 4                                         |         | Algérie | 1                                          |                                            |  |  |                          |                          |
|  |                                           |                                           |         |         |                                            |                                            |  |  | Albanie                  | 3                        |
|  |                                           |                                           |         |         |                                            |                                            |  |  | Albanie                  | 3                        |

Éliminés en quart de finale de classement respectivement par l'Algérie et la Turquie, Malte affronte la Syrie. 
|  | Demi-finales de classement 8 novembre 2010 | Demi-finales de classement 8 novembre 2010 |           |         | 13e place 9 novembre 2010 | 13e place 9 novembre 2010 |
|  | Demi-finales de classement 8 novembre 2010 | Demi-finales de classement 8 novembre 2010 |           |         | 13e place 9 novembre 2010 | 13e place 9 novembre 2010 |
|  |                                            |                                            |           |         |                           |                           |
|  |                                            |                                            |           |         |                           |                           |
|  |                                            |                                            |           |         |                           |                           |
|  | Malte                                      | 6                                          |           |         |                           |                           |
|  | Malte                                      | 6                                          |           |         |                           |                           |
|  | Syrie                                      | 17                                         |           |         |                           |                           |
|  | Syrie                                      | 17                                         | Syrie     | 6 tab 3 |                           |                           |
|  |                                            |                                            | Syrie     | 6 tab 3 |                           |                           |
|  |                                            | Chypre                                     | 6 tab 2   |         |                           |                           |
|  | Palestine                                  | Chypre                                     | 6 tab 2   | 3 tab 1 |                           |                           |
|  | Palestine                                  |                                            |           | 3 tab 1 |                           |                           |
|  | Chypre                                     | 3 tab 3                                    |           |         |                           |                           |
|  | Chypre                                     | 3 tab 3                                    | 15e place |         |                           |                           |
|  |                                            |                                            |           |         |                           |                           |
|  |                                            |                                            |           |         |                           |                           |
|  |                                            |                                            |           |         |                           |                           |
|  | Malte                                      | 3                                          |           |         |                           |                           |
|  | Malte                                      | 3                                          |           |         |                           |                           |
|  | Palestine                                  | 1                                          |           |         |                           |                           |
|  | Palestine                                  | 1                                          |           |         |                           |                           |

## Statistiques et récompenses

### Classement final
| #                  | FWR | Nation             | MJ | V | N | D | Bp | Bc | diff. | Pts |
| ------------------ | --- | ------------------ | -- | - | - | - | -- | -- | ----- | --- |
| Médaille d'or      | 20  | Croatie            | 6  | 5 | 1 | - | 29 | 9  | +20   | 16  |
| Médaille d'argent  | 18  | Libye              | 6  | 5 | 1 | - | 32 | 11 | +21   | 16  |
| Médaille de bronze | 19  | Slovénie           | 6  | 5 | - | 1 | 32 | 12 | +20   | 15  |
| 4                  | 54  | France             | 6  | 3 | - | 3 | 18 | 12 | +6    | 9   |
| 5                  | 37  | Maroc              | 6  | 3 | 1 | 2 | 26 | 19 | +7    | 10  |
| 6                  | 41  | Liban              | 6  | 2 | 1 | 3 | 22 | 19 | +3    | 7   |
| 7                  | 27  | Bosnie-Herzégovine | 6  | 3 | - | 3 | 26 | 22 | +4    | 9   |
| 8                  | 76  | Tunisie            | 6  | 3 | 1 | 2 | 22 | 19 | +3    | 10  |
| 9                  | 55  | Turquie            | 6  | 3 | 1 | 2 | 32 | 26 | +6    | 10  |
| 10                 | 54  | Grèce              | 6  | 3 | 2 | 1 | 14 | 13 | +1    | 11  |
| 11                 | 82  | Albanie            | 6  | 2 | - | 4 | 12 | 22 | −10   | 6   |
| 12                 | 80  | Algérie            | 6  | 2 | - | 4 | 14 | 29 | −15   | 6   |
| 13                 | 90  | Syrie              | 6  | 1 | 1 | 4 | 38 | 55 | −17   | 4   |
| 14                 | 69  | Chypre             | 6  | 1 | 2 | 3 | 20 | 24 | −4    | 5   |
| 15                 | 93  | Malte              | 6  | 1 | - | 5 | 12 | 37 | −25   | 3   |
| 16                 | 61  | Palestine          | 6  | - | 1 | 5 | 11 | 34 | −23   | 1   |

### Récompenses
Le croate Dario Marinovic est élu meilleur joueur du tournoi. Le portier libyen Mohamed Alsharif est désigné meilleur gardien de but de la compétition.
La titre de meilleur buteur revient au Syrien Mohamed Istambouli, auteur de 17 réalisations.
L'équipe d'Algérie remporte le trophée d'équipe la plus fair-play du tournoi.